# Álvaro Raposo de França
Álvaro Raposo de França (Ponta Delgada, ilha de São Miguel, 1940) é um escultor português nascido nos Açores.

## Biografia
Fez o Curso Complementar (especialidade) de Escultura na Escola Superior de Belas Artes do Porto (ESBAP) concluindo-o em 1965. Participou nas Exposições Magnas de 1961, 1962, 1963, 1964 e 1965, bem como na IV Exposição Extra-Escolar dos Alunos da ESBAP.
Trabalhou no atelier do Mestre Barata Feyo de 1963 a 1965.
É autor de numerosas medalhas e monumentos públicos, entre os quais se destacam a estátua de Cristóvão Colombo no lugar dos Anjos, na ilha de Santa Maria, o busto de Vitorino Nemésio na cidade de Praia da Vitória, na ilha Terceira, e o monumento a António Alves de Oliveira na Vila do Nordeste, na ilha de São Miguel, nos Açores.

## Galeria

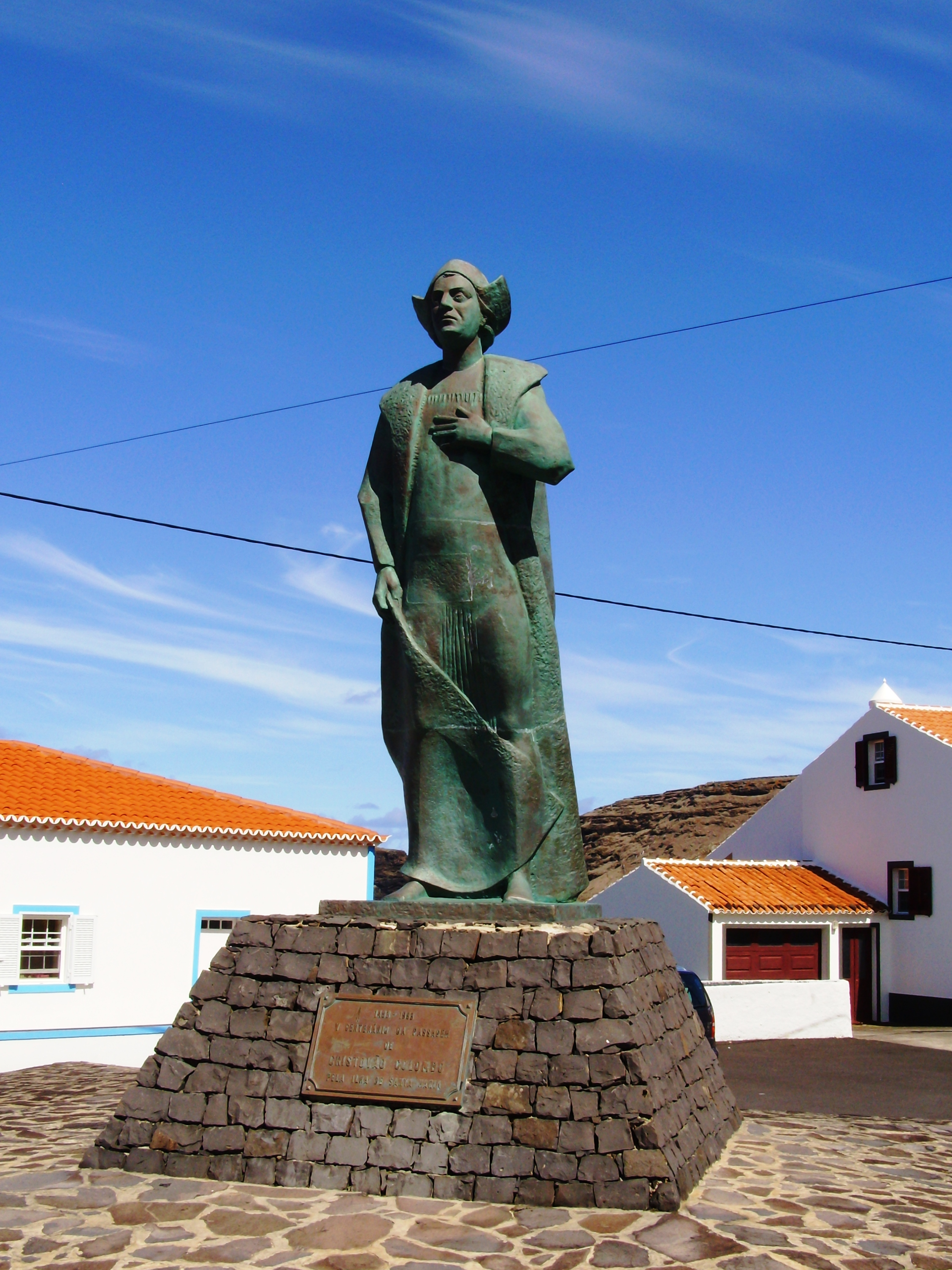
Cristóvão Colombo, Ilha de Santa Maria
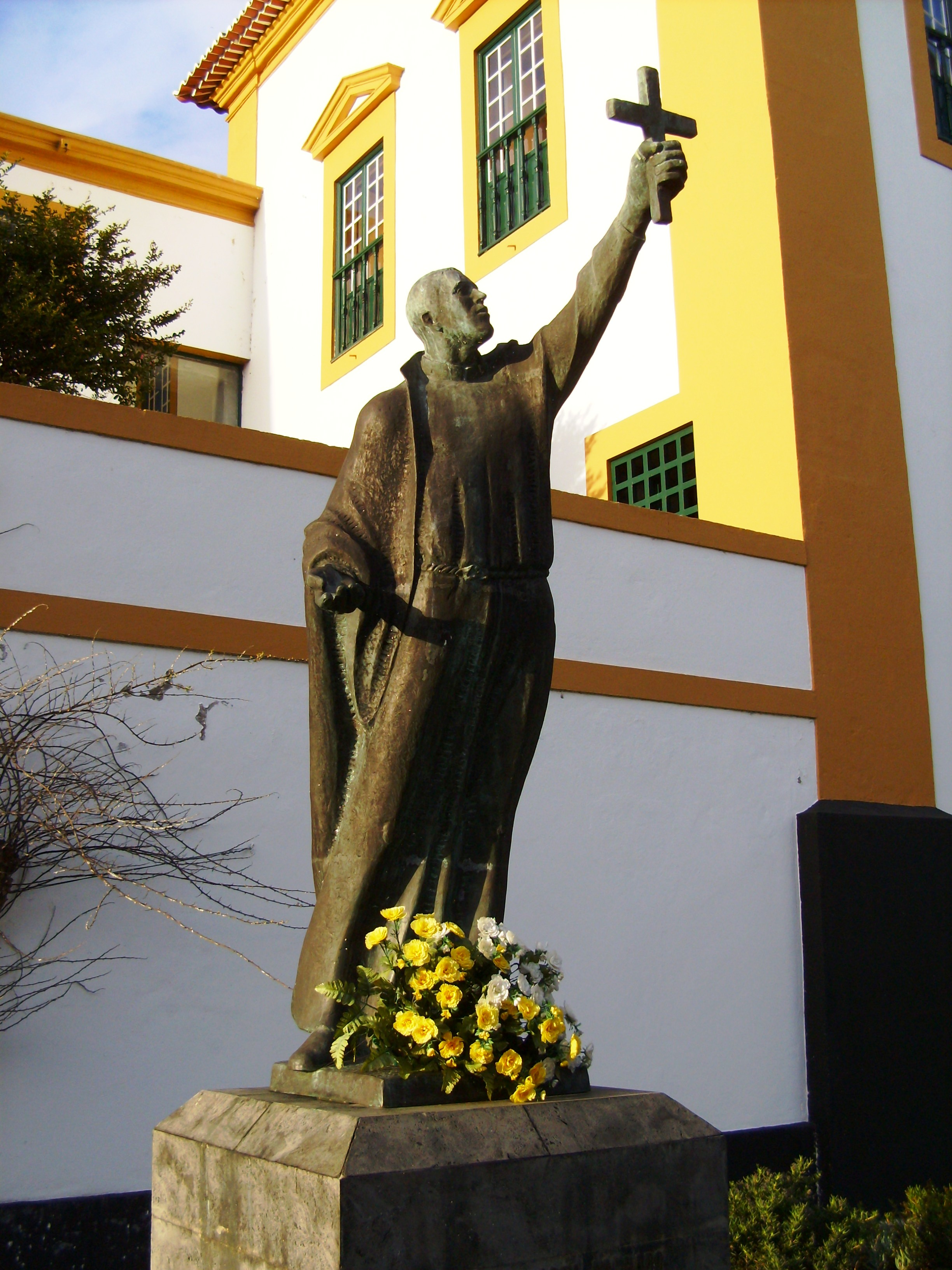
Beato Baptista Machado, Angra do Heroísmo
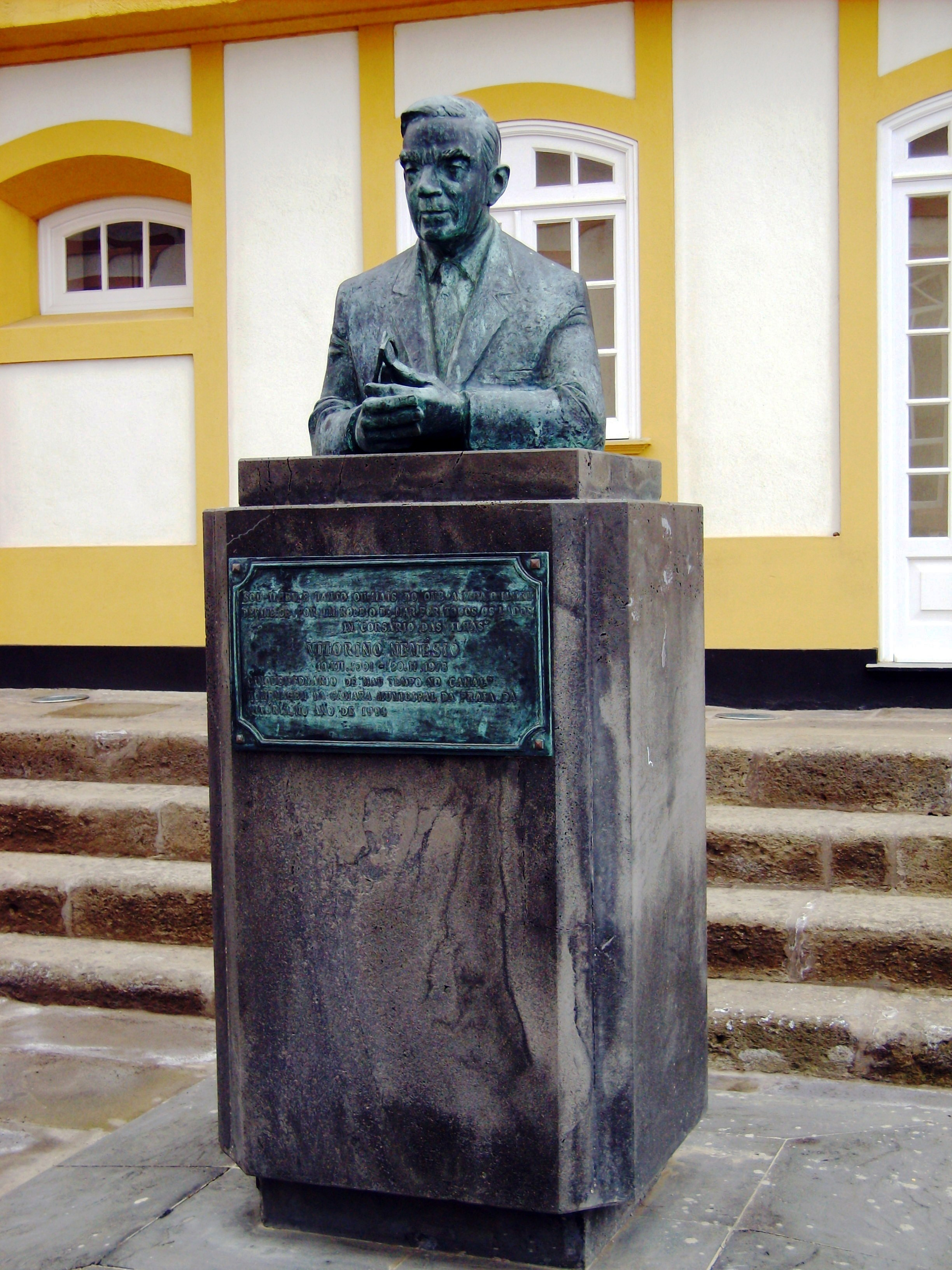
Busto de Vitorino Nemésio, Praia da Vitória
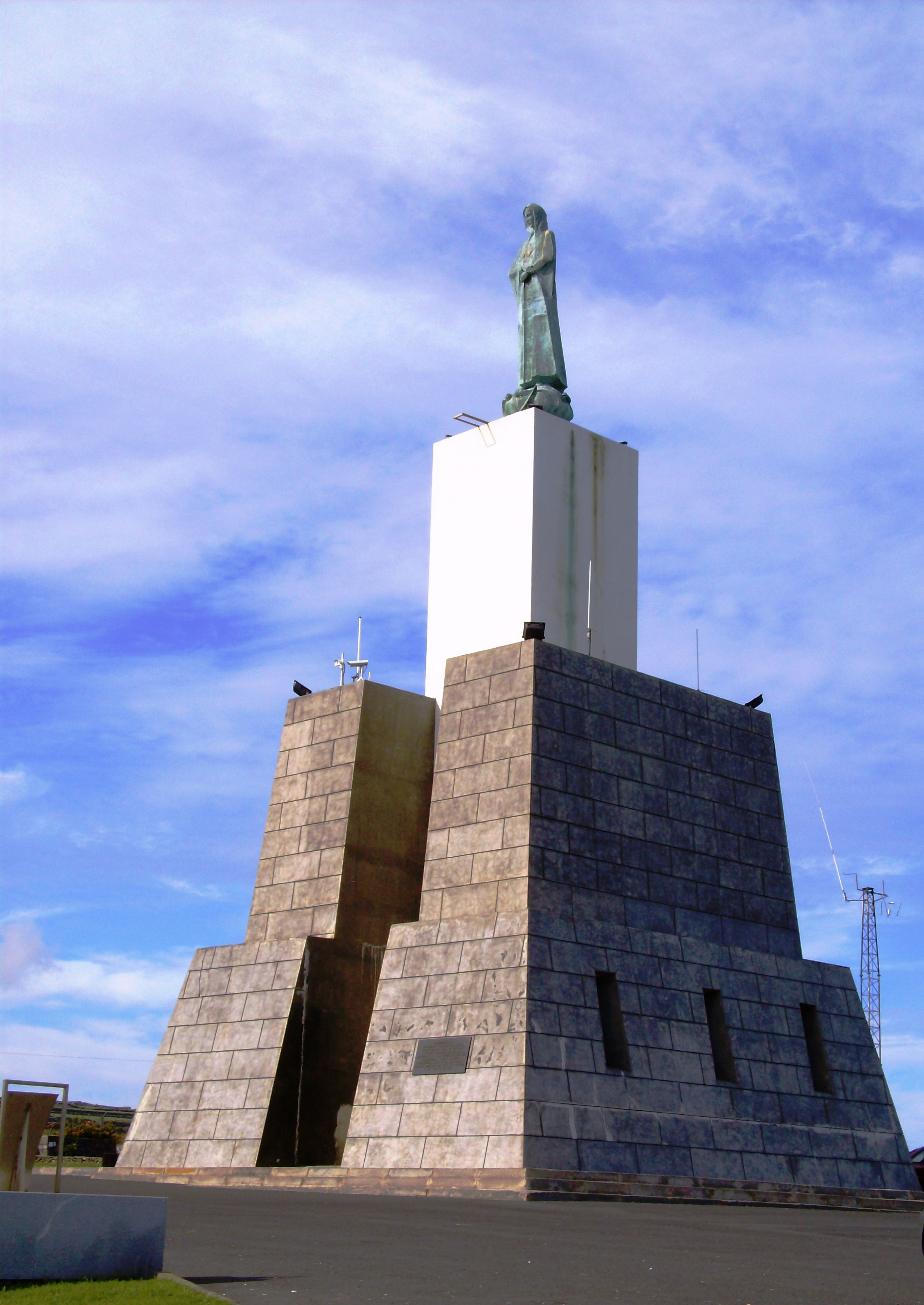
Monumento do Imaculado Coração de Maria, Praia da Vitória
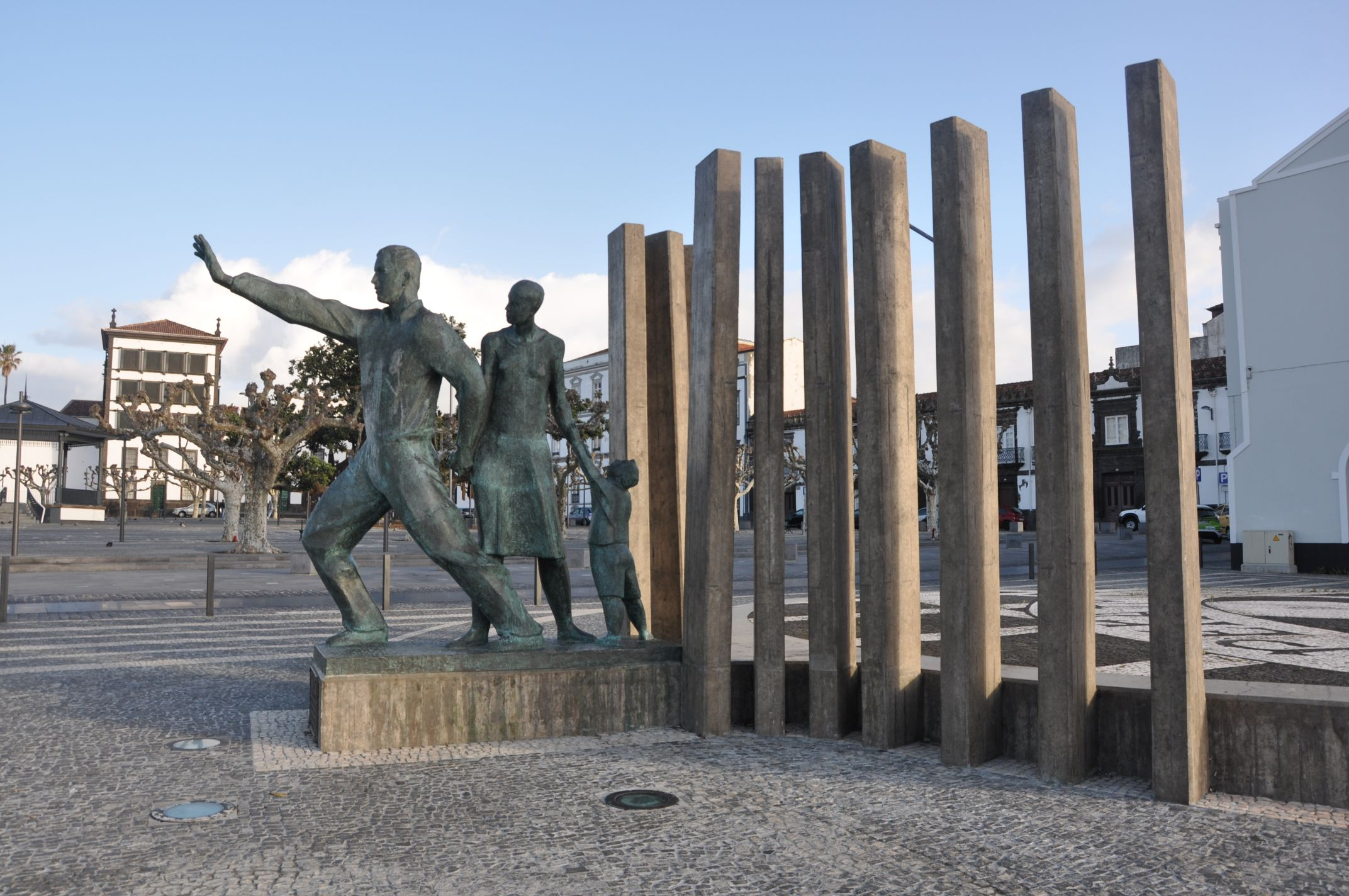
Monumento ao Emigrante, Ponta Delgada